# Ministerium für Internationalen Handel und Industrie

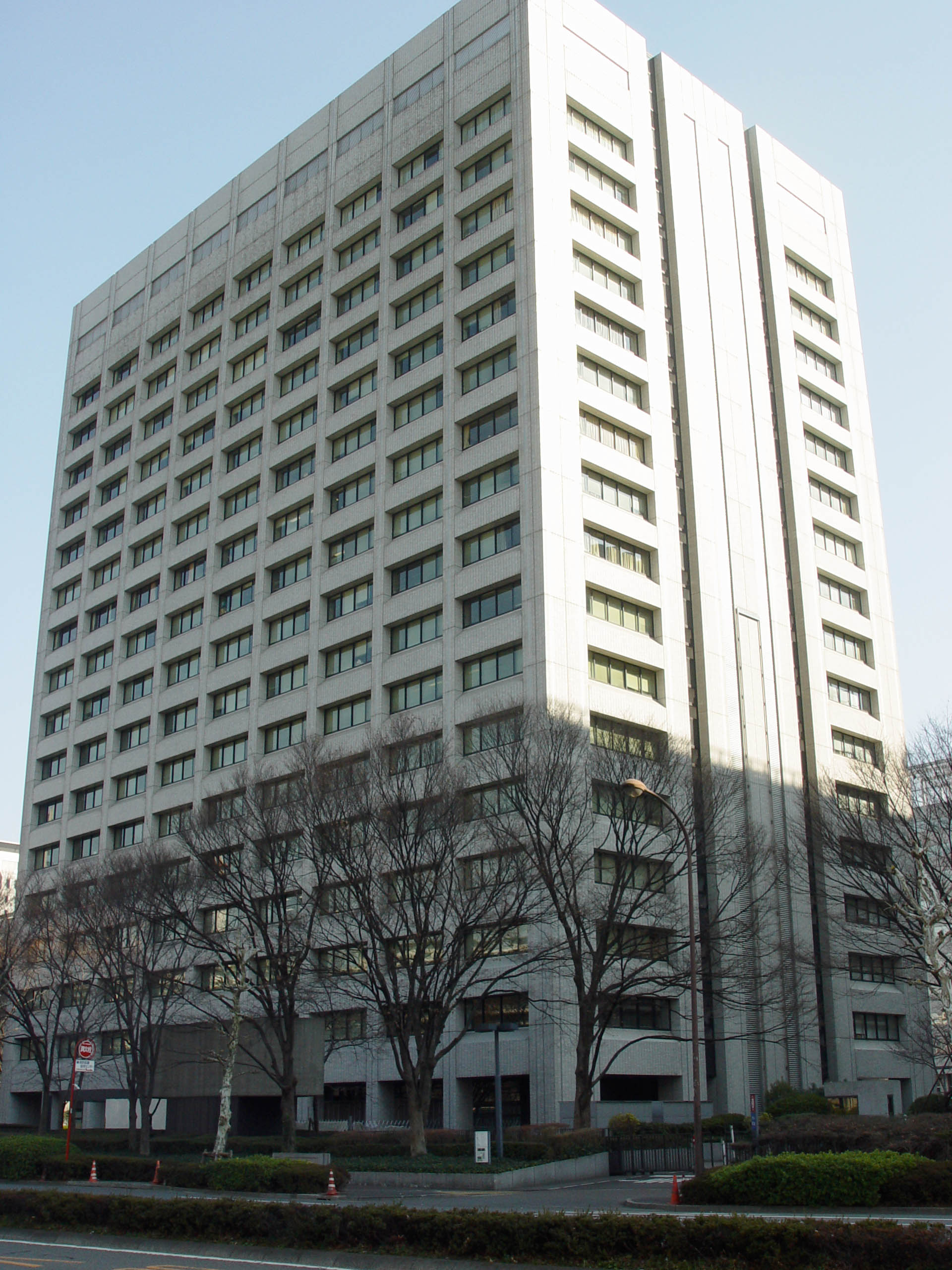
Sitz des MITI in Chiyoda, Tokio

Das Ministerium für Internationalen Handel und Industrie (jap. 通商産業省, Tsūshō-Sangyō-shō), im internationalen Kontext allgemein mit MITI für Ministry of International Trade and Industry  abgekürzt, war ein Ministerium Japans und gilt als entscheidender Architekt des wirtschaftlichen Aufschwungs Japans in der Nachkriegszeit. An seine Stelle trat 2001 das heutige Ministerium für Wirtschaft, Handel und Industrie.

## Aufgaben und Zuständigkeiten
Das japanische Ministerium für Internationalen Handel und Industrie wurde im Jahr 1949 aus der Vereinigung der Handelsagentur und des Ministeriums für Gewerbe und Industrie gegründet. Ziel war, die Nachkriegs-Inflation zu bremsen und die Maßnahmen zur Wiederherstellung der industriellen Produktivität und Beschäftigung zu steuern. Das MITI trug die Hauptverantwortung für die Formulierung und Implementierung internationaler Handelsabkommen, suchte dabei jedoch immer den Konsens mit anderen beteiligten Parteien, etwa dem Außenministerium und dem Finanzministerium. Das MITI koordinierte in entsprechenden Bereichen auch die Handelspolitik, mit dem Wirtschaftsplanungsamt (経済企画庁, Keizai-kikaku-chō), der Bank von Japan, und den Ministerien für Landwirtschaft, Bau, Forstwirtschaft und Fischerei, Gesundheit und Soziales, Post und Telekommunikation sowie Verkehr. Mit der Zunahme des internationalen Handels verbreiterte sich die Basis, wodurch die anderen Ministerien mehr Gewicht bekamen. Zusätzlich wurden die Zuständigkeiten des MITI durch die Kommission für den fairen Handel (公正取引委員会, Kōsei-Torihiki-Iinkai), das Parlament und den Premierminister beschnitten. Dadurch hatte das MITI Ende der 80er Jahre weniger Kontrolle über den japanischen Außenhandel als noch in den 50er und 60er Jahren.
Neben Export und Import war das MITI auch zuständig für die Unternehmen und Bereiche, die nicht ausdrücklich durch andere Ministerien abgedeckt waren, und zwar in den Bereichen Anlagevermögen, Kontrolle der Umweltverschmutzung, Energieversorgung, einige Aspekte der Auslands-Wirtschaftshilfen, und Kundenbeschwerden. Dadurch konnte das MITI einen Interessenausgleich schaffen, etwa zwischen der Eindämmung der Umweltverschmutzung und der Konkurrenzfähigkeit im Export, und so Nachteile für die Exportindustrien gering halten.

## Koordination der „Japan AG“
Das MITI diente als Architekt der Industriepolitik, als Regulierer und als Schlichter bei Problemen und Meinungsverschiedenheiten in der Industrie. Das Hauptaugenmerk des Ministeriums lag auf der Stärkung der industriellen Basis des Landes. Von einer gelenkten Wirtschaft zu sprechen geht dabei zu weit, aber es hat die Wirtschaft mit formeller und informeller Anleitung bedacht, auf den Gebieten der Technologie, der Modernisierung, der Investition in neue Anlagen, und dem heimischen und internationalen Wettbewerb.
Die enge Verbindung zwischen Ministerium und Wirtschaftsführern hat zu einer Außenhandelspolitik geführt, die in vielen Bereichen eng mit den Bemühungen zur Stärkung der heimischen Wirtschaft verzahnt ist. Das MITI unterstützte die frühzeitige Entwicklung aller Schlüsselindustrien durch die Bereitstellung von Schutzmechanismen vor Importkonkurrenz, Industriespionage, Hilfe bei der Lizenzierung ausländischer Technologien, Zugang zu Devisen sowie Hilfestellungen bei Fusionen.
Diese Politik zur Förderung der inländischen Industrie und deren Schutz vor der internationalen Konkurrenz war in den 50er und 60er Jahren am stärksten. In den 70er Jahren war die japanische Industrie in vielen Bereichen konkurrenzfähig, so dass die Kontrolle des MITI nicht mehr in dem Maße gebraucht wurde. Auch waren einige der Methoden überholt, so verfügten die Unternehmen nun selbst über genug Auslandskapital.

## Ausländische Kritik und Marktöffnung
Teilweise musste das MITI die Industrie sogar bremsen. Die japanische Autoindustrie war auf dem US-amerikanischen Markt so erfolgreich, dass ab dem Jahr 1981 von japanischer Seite freiwillige Importquoten erlassen wurden, um Kritik der amerikanischen Autoindustrie und der Gewerkschaften abzuwenden.
Auch der Protektionismus musste verringert werden, insbesondere auf Druck der Welthandelsorganisation und der USA. In den 80er Jahren war das MITI an Maßnahmen zur Marktöffnung und Importförderung beteiligt, es wurde innerhalb des Ministeriums ein Büro zur Importförderung gegründet. Die enge Verbindung zwischen MITI und Industrie erlaubte dem Ministerium eine solche Rolle in der Öffnung der Märkte zu spielen. Die gegenläufigen Interessen zwischen Marktöffnung und Förderung neuer, wachsender inländischer Industrien bleiben bestehen.

## Die Wirtschaftskrise der 1990er Jahre
Eine neue Entwicklung ergab sich durch die lange Stagnationsphase in den 1990er Jahren, als viele Förderprogramme der Regierung nicht die erwünschte Wirkung zeigten. Insbesondere ist hier auf den Fall Nissan zu verweisen, als ein ausländisches Unternehmen beim zweitgrößten japanischen Automobilbauer einstieg und erfolgreich mit „westlichen“ Methoden sanierte. Dies wird nicht ohne Folgen auf die restliche Industrie bleiben.
Im Jahr 2001 wurde das MITI im Rahmen der Zentralen Regierungsreform mit dem Wirtschaftsplanungsamt und den Wirtschaftsabteilungen anderer Ministerien zusammengelegt und in METI (engl. Ministry of Economy, Trade and Industry, dt. Ministerium für Wirtschaft, Handel und Industrie) umbenannt.

## Minister (通商産業大臣,tsūshō-sangyō-daijin)
| #  | Name                             | Kanji         | Kabinett                   | Amtsantritt   | Partei                         |
| -- | -------------------------------- | ------------- | -------------------------- | ------------- | ------------------------------ |
| 1  | Inagaki Heitarō                  | 稲垣 平太郎   | Yoshida III                | 25. Mai 1949  | Demokratische Partei           |
| 2  | Ikeda Hayato                     | 池田 勇人     | Yoshida III                | 17. Feb. 1950 | (Demokratisch-)Liberale Partei |
| 3  | Takase Sōtarō                    | 高瀬 荘太郎   | Yoshida III                | 11. Apr. 1950 | Ryokufūkai                     |
| 4  | Takase Sōtarō                    | 高瀬 荘太郎   | Yoshida III                | 6. Mai 1950   | Ryokufūkai                     |
| 5  | Yokoo Shigemi                    | 横尾 龍       | Yoshida III (1. Umbildung) | 28. Juni 1950 | Liberale Partei                |
| 6  | Takahashi Ryūtarō                | 高橋 龍太郎   | Yoshida III (2. Umbildung) | 4. Juli 1951  | Ryokufūkai                     |
| 6  | Takahashi Ryūtarō                | 高橋 龍太郎   | Yoshida III (3. Umbildung) | 26. Dez. 1951 | Ryokufūkai                     |
| 7  | Ikeda Hayato                     | 池田 勇人     | Yoshida IV                 | 30. Okt. 1952 | Liberale Partei                |
| 8  | Ogasawara Sankurō                | 小笠原 三九郎 | Yoshida IV                 | 29. Nov. 1952 | Liberale Partei                |
| 9  | Ogasawara Sankurō                | 小笠原 三九郎 | Yoshida IV                 | 5. Dez. 1952  | Liberale Partei                |
| 10 | Okano Kiyohide                   | 岡野 清豪     | Yoshida V                  | 21. Mai 1953  | Liberale Partei                |
| 11 | Aichi Kiichi                     | 愛知 揆一     | Yoshida V                  | 9. Jan. 1954  | Liberale Partei                |
| 12 | Ishibashi Tanzan                 | 石橋 湛山     | Hatoyama I                 | 10. Dez. 1954 | Liberaldemokratische Partei    |
| 13 | Ishibashi Tanzan                 | 石橋 湛山     | Hatoyama II                | 19. März 1955 | Liberaldemokratische Partei    |
| 14 | Ishibashi Tanzan                 | 石橋 湛山     | Hatoyama III               | 22. Nov. 1955 | Liberaldemokratische Partei    |
| –  | Ishibashi Tanzan (kommissarisch) | 石橋 湛山     | Kabinett Ishibashi         | 23. Dez. 1956 | Liberaldemokratische Partei    |
| 15 | Mizuta Mikio                     | 水田 三喜男   | Kabinett Ishibashi         | 23. Dez. 1956 | Liberaldemokratische Partei    |
| 16 | Mizuta Mikio                     | 水田 三喜男   | Kishi I                    | 25. Feb. 1957 | Liberaldemokratische Partei    |
| 17 | Maeo Shigesaburō                 | 前尾 繁三郎   | Kishi I (Umbildung)        | 10. Juli 1957 | Liberaldemokratische Partei    |
| 18 | Takasaki Tatsunosuke             | 高碕 達之助   | Kishi II                   | 12. Juni 1958 | Liberaldemokratische Partei    |
| 19 | Ikeda Hayato                     | 池田 勇人     | Kishi II (Umbildung)       | 18. Juni 1959 | Liberaldemokratische Partei    |
| 20 | Ishii Mitsujirō                  | 石井 光次郎   | Ikeda I                    | 19. Juli 1960 | Liberaldemokratische Partei    |
| 21 | Shiina Etsusaburō                | 椎名 悦三郎   | Ikeda II                   | 8. Dez. 1960  | Liberaldemokratische Partei    |
| 22 | Satō Eisaku                      | 佐藤 榮作     | Ikeda II (1. Umbildung)    | 18. Juli 1961 | Liberaldemokratische Partei    |
| 23 | Fukuda Hajime                    | 福田 一       | Ikeda II (2. Umbildung)    | 18. Juli 1962 | Liberaldemokratische Partei    |
| 23 | Fukuda Hajime                    | 福田 一       | Ikeda II (3. Umbildung)    | 18. Juli 1963 | Liberaldemokratische Partei    |
| 24 | Fukuda Hajime                    | 福田 一       | Ikeda III                  | 9. Dez. 1963  | Liberaldemokratische Partei    |
| 25 | Sakurauchi Yoshio                | 櫻内 義雄     | Ikeda III (Umbildung)      | 18. Juli 1964 | Liberaldemokratische Partei    |
| 26 | Sakurauchi Yoshio                | 櫻内 義雄     | Satō I                     | 9. Nov. 1964  | Liberaldemokratische Partei    |
| 27 | Miki Takeo                       | 三木 武夫     | Satō I (1. Umbildung)      | 3. Juni 1965  | Liberaldemokratische Partei    |
| 27 | Miki Takeo                       | 三木 武夫     | Satō I (2. Umbildung)      | 1. Aug. 1966  | Liberaldemokratische Partei    |
| 28 | Kanno Watarō                     | 菅野 和太郎   | Satō I (3. Umbildung)      | 3. Dez. 1966  | Liberaldemokratische Partei    |
| 29 | Kanno Watarō                     | 菅野 和太郎   | Satō II                    | 17. Feb. 1967 | Liberaldemokratische Partei    |
| 30 | Shiina Etsusaburō                | 椎名 悦三郎   | Satō II (1. Umbildung)     | 25. Nov. 1967 | Liberaldemokratische Partei    |
| 31 | Ōhira Masayoshi                  | 大平 正芳     | Satō II (2. Umbildung)     | 30. Nov. 1968 | Liberaldemokratische Partei    |
| 32 | Miyazawa Kiichi                  | 宮澤 喜一     | Satō III                   | 14. Jan. 1970 | Liberaldemokratische Partei    |
| 33 | Tanaka Kakuei                    | 田中 角榮     | Satō III (Umbildung)       | 5. Juli 1971  | Liberaldemokratische Partei    |
| 34 | Nakasone Yasuhiro                | 中曽 根康弘   | Kabinett Tanaka I          | 7. Juli 1972  | Liberaldemokratische Partei    |
| 35 | Nakasone Yasuhiro                | 中曽 根康弘   | Tanaka II                  | 22. Dez. 1972 | Liberaldemokratische Partei    |
| 35 | Nakasone Yasuhiro                | 中曽 根康弘   | Tanaka II (1. Umbildung)   | 25. Nov. 1973 | Liberaldemokratische Partei    |
| 35 | Nakasone Yasuhiro                | 中曽 根康弘   | Tanaka II (2. Umbildung)   | 11. Nov. 1974 | Liberaldemokratische Partei    |
| 36 | Kōmoto Toshio                    | 河本 敏夫     | Miki                       | 9. Dez. 1974  | Liberaldemokratische Partei    |
| 36 | Kōmoto Toshio                    | 河本 敏夫     | Miki (Umbildung)           | 15. Sep. 1976 | Liberaldemokratische Partei    |
| 37 | Tanaka Tatsuo                    | 田中 龍夫     | Fukuda                     | 24. Dez. 1976 | Liberaldemokratische Partei    |
| 38 | Kōmoto Toshio                    | 河本 敏夫     | Fukuda (Umbildung)         | 28. Nov. 1977 | Liberaldemokratische Partei    |
| 39 | Esaki Masumi                     | 江崎 真澄     | Ōhira I                    | 7. Dez. 1978  | Liberaldemokratische Partei    |
| 40 | Sasaki Yoshitake                 | 佐々木 義武   | Ōhira II                   | 9. Nov. 1979  | Liberaldemokratische Partei    |
| 41 | Tanaka Rokusuke                  | 田中 六助     | Suzuki                     | 17. Juli 1980 | Liberaldemokratische Partei    |
| 42 | Abe Shintarō                     | 安倍 晋太郎   | Suzuki (Umbildung)         | 30. Nov. 1981 | Liberaldemokratische Partei    |
| 43 | Yamanaka Sadanori                | 山中 貞則     | Nakasone I                 | 27. Nov. 1982 | Liberaldemokratische Partei    |
| 44 | Uno Sōsuke                       | 宇野 宗佑     | Nakasone I                 | 10. Juni 1983 | Liberaldemokratische Partei    |
| 45 | Okonogi Hikosaburō               | 小此木 彦三郎 | Nakasone II                | 27. Dez. 1983 | Liberaldemokratische Partei    |
| 46 | Murata Keijirō                   | 村田 敬次郎   | Nakasone II (1. Umbildung) | 1. Nov. 1984  | Liberaldemokratische Partei    |
| 47 | Watanabe Michio                  | 渡辺 美智雄   | Nakasone II (2. Umbildung) | 28. Dez. 1985 | Liberaldemokratische Partei    |
| 48 | Tamura Hajime                    | 田村 元       | Nakasone III               | 22. Juli 1986 | Liberaldemokratische Partei    |
| 49 | Tamura Hajime                    | 田村 元       | Takeshita                  | 6. Nov. 1987  | Liberaldemokratische Partei    |
| 50 | Mitsuzuka Hiroshi                | 三塚 博       | Takeshita (Umbildung)      | 27. Dez. 1988 | Liberaldemokratische Partei    |
| 51 | Kajiyama Seiroku                 | 梶山 静六     | Uno                        | 3. Juni 1989  | Liberaldemokratische Partei    |
| 52 | Matsunaga Hikaru                 | 松永 光       | Kaifu I                    | 10. Aug. 1989 | Liberaldemokratische Partei    |
| 53 | Mutō Kabun                       | 武藤 嘉文     | Kaifu II                   | 28. Feb. 1990 | Liberaldemokratische Partei    |
| 54 | Nakao Eiichi                     | 中尾 栄一     | Kaifu II (Umbildung)       | 29. Dez. 1990 | Liberaldemokratische Partei    |
| 55 | Watanabe Kōzō                    | 渡部 恒三     | Miyazawa                   | 5. Nov. 1991  | Liberaldemokratische Partei    |
| 56 | Mori Yoshirō                     | 森 喜朗       | Miyazawa (Umbildung)       | 12. Dez. 1992 | Liberaldemokratische Partei    |
| 57 | Kumagai Hiroshi                  | 熊谷 弘       | Hosokawa                   | 9. Aug. 1993  | Erneuerungspartei              |
| –  | Hata Tsutomu (kommissarisch)     | 羽田 孜       | Hata                       | 28. Apr. 1994 | Erneuerungspartei              |
| 58 | Hata Eijirō                      | 畑 英次郎     | Hata                       | 28. Apr. 1994 | Erneuerungspartei              |
| 59 | Hashimoto Ryūtarō                | 橋本 龍太郎   | Murayama                   | 30. Juni 1994 | Liberaldemokratische Partei    |
| 59 | Hashimoto Ryūtarō                | 橋本 龍太郎   | Murayama (Umbildung)       | 8. Aug. 1995  | Liberaldemokratische Partei    |
| 60 | Tsukahara Shimpei                | 塚原 俊平     | Hashimoto I                | 11. Jan. 1996 | Liberaldemokratische Partei    |
| 61 | Satō Shinji                      | 佐藤 信二     | Hashimoto II               | 7. Nov. 1996  | Liberaldemokratische Partei    |
| 62 | Horiuchi Mitsuo                  | 堀内 光雄     | Hashimoto II (Umbildung)   | 11. Sep. 1997 | Liberaldemokratische Partei    |
| 63 | Yosano Kaoru                     | 与謝 野馨     | Obuchi                     | 30. Juli 1998 | Liberaldemokratische Partei    |
| 63 | Yosano Kaoru                     | 与謝 野馨     | Obuchi (1. Umbildung)      | 14. Jan. 1999 | Liberaldemokratische Partei    |
| 64 | Fukaya Takashi                   | 深谷 隆司     | Obuchi (2. Umbildung)      | 5. Okt. 1999  | Liberaldemokratische Partei    |
| 65 | Fukaya Takashi                   | 深谷 隆司     | Mori I                     | 5. Apr. 2000  | Liberaldemokratische Partei    |
| 66 | Hiranuma Takeo                   | 平沼 赳夫     | Mori II                    | 4. Juli 2000  | Liberaldemokratische Partei    |
| 66 | Hiranuma Takeo                   | 平沼 赳夫     | Mori II (Umbildung)        | 5. Dez. 2000  | Liberaldemokratische Partei    |